# Phil Hare
Pour les articles homonymes, voir Hare.
Philip Gary Hare dit Phil Hare, né le 21 février 1949 à Galesburg (Illinois), est un homme politique américain, membre du Parti démocrate et représentant du dix-septième district de l'Illinois à la Chambre des représentants des États-Unis de 2007 à 2011.
Candidat à sa réélection en 2010, Hare est battu par le candidat républicain Bobby Schilling.